# Schloredt-Nunatak
Der Schloredt-Nunatak ist ein Nunatak nahe der Hobbs-Küste im westantarktischen Marie-Byrd-Land. Er ragt 1,5 km südlich der Bleclic Peaks am südlichen Ausläufer der Perry Range auf.
Der United States Geological Survey kartierte ihn anhand eigener Vermessungen und Luftaufnahmen der United States Navy aus den Jahren von 1959 bis 1965. Das Advisory Committee on Antarctic Names benannte ihn im Jahr 1974 nach dem leitenden Bauelektriker Jerry L. Schloredt (* 1936) von der US Navy, der 1966, 1967 und 1969 den Kernreaktor auf der McMurdo-Station betrieben hatte.